# Бодячиха
Бодячиха — деревня в составе Ивановского сельского поселения Шарьинского района Костромской области России.

## История
Согласно Спискам населенных мест Российской империи в 1872 году деревня относилась к 2 стану Ветлужского уезда Костромской губернии. В ней числилось 15 дворов, проживало 21 мужчина и 28 женщин.
Согласно переписи населения 1897 года в деревне проживало 102 человека (48 мужчин и 54 женщины).
Согласно Списку населенных мест Костромской губернии в 1907 году деревня относилась к Гагаринской волости Ветлужского уезда Костромской губернии. По сведениям волостного правления за 1907 год в деревне числилось 19 крестьянских дворов и 95 жителей. Преобладающими занятиями жителей деревни, кроме земледелия, были лесной промысел и работа чернорабочими.

## Население
| 2008 | 2010 | 2014 |
| ---- | ---- | ---- |
| 1    | ↗4   | ↘2   |